# Histoire de la franc-maçonnerie
L'histoire de la franc-maçonnerie est jusqu'au milieu du XXe siècle, exclue du champ de l'histoire universitaire classique. À partir du milieu du XIXe siècle apparaît en Allemagne un courant d'étude historique et critique qui se détermine comme « authentique ». Ce courant traverse la Manche et se retrouve en Angleterre où plusieurs personnalités de la franc-maçonnerie constituent la première loge de recherche du monde, Quatuor Coronati n°2076. Une structuration universitaire prend forme à compter du milieu du XXe siècle, en Espagne, en France et en Belgique avec la mise en œuvre de centres de recherche, de chaire universitaire et de cercles d'études historiques. Ces travaux débouchent sur une nouvelle discipline qui prend le nom de « maçonnologie ».
Au XXIe siècle, les travaux des historiens situent la naissance de la franc-maçonnerie dans les Iles britanniques entre le XVIIe et XVIIIe siècles. Elle s'exporte rapidement sur le continent pour se répandre en Europe, puis dans les empires coloniaux des puissances occidentales. Elle connaît diverses évolutions, tant philosophiques et spirituelles, que politiques. Espace de sociabilité et d'échange, ses membres s'impliquent souvent dans la société par des actions philanthropiques, éducatives ou politiques et traversent les XIXe et XXe siècles. Espace de réflexion symbolique et initiatique, elle transmet à travers des rites une tradition philosophique ou spirituelle qui vise à l'évolution intellectuelle ou morale de ses membres. Ces rites diffèrent parfois de forme, mais s'appuient sur les mêmes mythes et légendes fondatrices.
Combattue par les courants réactionnaires et religieux, comme par les milieux nationalistes, elle connaît des périodes fastes de développement et de présence internationale et des périodes de persécution, d'extinction partielle ou totale. Elle demeure au XXIe siècle largement décriée ou condamnée par les religions qui condamnent son relativisme et son cosmopolitisme.
La franc-maçonnerie est ouverte aux femmes depuis le début du XXe siècle, principalement en Europe, et après de fortes résistances d'une franc-maçonnerie exclusivement masculine. Elle est, au XXIe siècle, présente sur tous les continents. Dans tous les pays, elle s'adapte aux évolutions de son environnement politique. Elle tend à se rebâtir sur des projets conformes à un idéal utopique, de république universelle pour le courant latin et libéral ou d'éducation, et de fraternité internationale pour le courant anglo-saxon et traditionnel.

## Historiographie
Jusqu'au milieu du XXe siècle, l'histoire de la franc-maçonnerie fut exclue du champ d'étude de l'histoire universitaire classique. La difficulté de la transmission de son histoire, du fait maçonnique, de ses rites ou de ses légendes vient qu'elle s'est appuyée pendant très longtemps sur des travaux d'historiens ou d'essayistes ayant une approche « romantique », qui peine à différencier mythes maçonniques et faits historiques.
Avant que ne se développe l'« école authentique » et la maçonnologie, de nombreux ouvrages français ou étrangers ne se soucient pas de vérifier leurs sources et de contrôler les hypothèses. D'où de nombreuses interprétations douteuses. À partir de 1865, apparaissent quelques ouvrages dignes d’intérêt historique. Au-delà de ces difficultés méthodologiques, l'étude historique de la maçonnerie, en France notamment, nécessite une prise de distance au regard de l'implication ancienne de l'institution dans la vie intellectuelle et sociale du pays.
L'historiographie maçonnique se partage jusqu'à une date récente entre deux types d'auteurs. Ceux qui y sont hostiles pour des raisons politiques ou religieuses, et ceux qui y sont résolument favorables, ceux-là appartiennent le plus souvent à une obédience. Cette production partiale entraîne deux conséquences : d'une part, une qualité inégale des travaux produits et d'autre part, l'esprit polémique des auteurs.  Les scènes, personnages ou événements qui corroborent leur point de vue personnel falsifient ou reconstruisent la réalité historique.
La recherche historique moderne s'est éloigné de ces querelles doctrinaires ; elle a renvoyé dos à dos ces courants d'historiens souvent égarés. L'historiographie maçonnique se modifie durant la seconde moitié du xxe siècle. Elle opère un retour sur elle-même en revoyant son rapport à la société civile et politique. Elle apaise le conflit avec l’Église catholique ; elle est un objet d'étude historique cohérent, sérieux et moins polémique. Les années 1970 voient les premières études historiques, documentaires et critiques.

## Genèse

### Théorie de la transition
« Théorie de la transition » est le nom donné par les historiens et maçonnologues aux événements et pratiques qui auraient abouti à la transformation des loges opératives, des corporations de maçons du Moyen Âge et de la Renaissance de Grande-Bretagne en loges spéculatives de la franc-maçonnerie. 
Cette transition se serait effectuée par « l'acceptation » de gentlemen masons au cours des XVIIe et XVIIIe siècles. Ces « maçons non opératifs et acceptés » auraient reproduit les pratiques des loges opératives, auraient conservé la symbolique et l'organisation de ces dernières, et auraient donné naissance à la franc-maçonnerie spéculative.
Cette théorie est étudiée par les historiens et maçonnologues depuis le milieu du XXe siècle.  Au regard des dernières recherches, elle s'avère non fondée et relève des mythes maçonniques construits sur la base des textes fondateurs de la franc-maçonnerie. Elle n'est majoritairement plus reconnue, au XXIe siècle.
Pour expliquer la création de loges spéculatives, la « théorie de l'emprunt » est préférée par les maçonnologues contemporains.

### Textes fondateurs et mythes maçonniques
Les textes fondateurs de la franc-maçonnerie sont l'ensemble des textes manuscrits, gravés ou imprimés entre le XIVe et le XVIIe siècle, et ayant servi à la création et à la structuration de la franc-maçonnerie spéculative. Ils sont constitutifs d'un ensemble de mythes maçonniques qui alimentent l'imaginaire maçonnique.
Toujours étudiés de nos jours, ces documents datent, pour partie, d'avant la création de la première obédience maçonnique, la Grande Loge de Londres et de Westminster, en 1717. Ils mettent en lumière les liens entre la maçonnerie opérative d'Écosse et d'Angleterre et les premières loges maçonniques spéculatives de la franc-maçonnerie.
Les mythes occupent une place centrale dans la franc-maçonnerie. Issus de textes fondateurs ou de diverses légendes bibliques, ils sont présents dans tous les rites maçonniques et dans tous les grades. Ils utilisent des paraboles conceptuelles. Ils peuvent servir de sources de connaissance et de réflexion. L'histoire le dispute souvent à la fiction. Ils s'articulent principalement autour des histoires légendaires de la construction du temple de Salomon, de la mort d'Hiram, son architecte, et de la chevalerie. 
Quelques thèmes mythiques originels font partie des symboles qui composent le corpus et l'histoire de la franc-maçonnerie spéculative. 
Certains mythes n'ont pas eu de postérité, mais transparaissent dans quelques hauts grades. D'autres empruntent à l'imaginaire médiéval, ou bien à des mystiques religieuses ; ils ne s'encombrent pas de vérités historiques pour créer des filiations avec des corporations ou des ordres disparus.

## XVIIIesiècle

### 1reGrande Loge d'Angleterre
La première Grande Loge d'Angleterre est la première obédience maçonnique créée dans le monde. Elle est fondée le 24 juin 1717, par la fusion de quatre loges londoniennes. Ses principes fondamentaux sont inspirés de l'idéal des Lumières et de la révolution scientifique du XVIIIe siècle. Elle prend le nom de Grande Loge d'Angleterre en 1738 et connaît une grande expansion à travers le monde, durant la première moitié du XVIIIe siècle. 
La première grande loge est fondée peu de temps après l’avènement sur le trône de Grande-Bretagne, le 1er août 1714, de George 1er, premier roi de la Maison de Hanovre et de la fin de la première des rébellions jacobites en 1715.
Officiellement son origine  remonte au 24 juin 1717 jour de fête de la Saint Jean le Baptiste : quatre loges de Londres réunies dans la taverne du « Goose and Gridiron » ont fusionné à l'initiative de Jean Théophile Désaguliers, du pasteur anglican James Anderson et d'autres francs-maçons, pour former la première obédience maçonnique. Ces quatre loges portaient le nom des tavernes où elles se réunissaient : « L'Oie et le Grill », « La Couronne », « Le Pommier », « Le Gobelet et les Raisins ». Ce nouvel organisme prend le nom de « Grande Loge », il est chargé de la création et de la gestion de nouvelles loges de « Londres et de Westminster »,.

### Ancienne Grande Loge d'Angleterre
Le second quart du XVIIIe siècle voit l'arrivée à Londres de nombreux migrants économiques irlandais, ces derniers sollicitent leurs entrées dans les loges de la première grande loge et se la voient souvent refusées. Ils rejoignent pour la plupart des loges indépendantes de la capitale. En 1751, cinq de ces loges s'unissent pour former une grande loge rivale, elle fédère rapidement toutes les loges indépendantes d'Angleterre qui refusent la tutelle de la première grande loge.
Elle prend le nom de « Grande Loge de la très ancienne et honorable fraternité des maçons francs et acceptés », elle est parfois nommée selon d'autres intitulés tel que ses archives le mentionnent en entretenant une forme de confusion sur sa dénomination exacte. Sur son sceau est inscrit « Grande Loge de Londres des maçons francs et acceptés selon l'ancienne institution » et dans certains certificats maçonniques qu'elle délivre à ses nouveaux membres, elle porte le titre de « Grande Loge des maçons francs et acceptés d'Angleterre selon les anciennes constitutions ».

## XIXesiècle

### Querelle du Grand Architecte de l'Univers
La querelle du Grand Architecte de l'Univers est en franc-maçonnerie, et plus particulièrement dans la franc-maçonnerie francophone, l’événement qui marque un tournant dans l'évolution des pratiques maçonniques. Elle fut à l'origine d'un schisme entre la franc-maçonnerie dite « régulière » et la franc-maçonnerie « libérale ».
Elle fut également pendant tout le XXe siècle, avec les questions de mixité, de l'engagement politique et de la ségrégation raciale, l'une des querelles internationales de régularité maçonnique.

### Femmes en franc-maçonnerie
L'admission des femmes en franc-maçonnerie est très diverse selon les époques et les pays. 
En 2016, dans un nombre croissant de pays, notamment en Europe, les femmes peuvent rejoindre des obédiences maçonniques mixtes ou exclusivement féminines, ces obédiences faisant généralement partie du courant adogmatique ou libéral de la franc-maçonnerie.
Historiquement, et tout en restant restreinte, la présence de femmes du métier dans la maçonnerie opérative et sur des chantiers de construction est attestée dès le XIIIe siècle. Y accéder ne leur est pas strictement interdit, mais le statut des femmes, en général, à cette époque, ne leur permet d'appartenir à des corporations que sous certaines conditions très spécifiques.
Dans la franc-maçonnerie spéculative, la première femme initiée aurait été Elisabeth Aldworth, reçue en Irlande vers 1712, dans des circonstances tout à fait inhabituelles. Après la création en 1717 de la première obédience maçonnique en Angleterre et la promulgation des constitutions d'Anderson, l'interdiction de les recevoir en loge maçonnique est institutionnalisée. Plus aucune femme n'est admise en tant que franc-maçonne au sens strict, jusqu'à l'initiation en France de Maria Deraismes le 14 janvier 1882. 
Cependant, dans cet intervalle, apparaissent différents ordres mixtes d'inspiration maçonnique, tels que la maçonnerie dite « d'adoption », en France, ou encore l'« Eastern Star » aux États-Unis.
La création de la première obédience mixte en France, à la fin du XIXe siècle, est un long processus d'ouverture aux femmes d'une franc-maçonnerie exclusivement masculine depuis sa création. De multiples remises en cause rejoignent parfois les combats féministes du début du XXe siècle. Une première obédience féminine est installée et se développe aux côtés d'une branche mixte ouverte aux femmes, et pratiquant les rites maçonniques historiques, dans leurs plénitudes philosophiques et initiatiques. 
Des interdictions concernant leur admission perdurent au XXIe siècle, notamment dans la franc-maçonnerie dite « régulière » du courant de la Grande Loge unie d'Angleterre. Cette dernière conteste toujours la qualité de franc-maçonne des femmes initiées au sein de certaines obédiences mixtes anglaises ou de par le monde.

## XXesiècle

### Première Guerre mondiale
La franc-maçonnerie durant la Première Guerre mondiale conserve ses fondements universalistes, mais, d'une manière générale, les francs-maçons de chaque pays en conflit servent sans restriction leurs nations respectives, ébranlant fortement les principes de fraternité universelle issus du siècle des Lumières, qui la régissent depuis sa création.
Les réseaux qu'elle a tissés avant la guerre animent l'espoir d'une solution pacifiste. Sans trouver d'accord formel entre courants maçonniques, elle accompagne les mouvements internationalistes et pacifistes du début XXe siècle : c'est la création de la Ligue universelle des francs-maçons lors du 1er congrès espérantiste de 1905. 
Elle crée aussi, pour tenter de fédérer les obédiences maçonniques du monde, le bureau des relations internationales. Il n’atteint pas son objectif et ne survit pas au conflit. Les tentatives de rapprochement des franc-maçonneries françaises et allemandes sont mises à mal par la presse antisémite et par la méfiance des obédiences libérales ou traditionnelles.
Dès le début des hostilités, chaque nation maçonnique se range derrière sa bannière, chaque camp invoque la légitime défense et la défense des valeurs de l'humanité. Dans les états qui font le choix de la neutralité, les obédiences engagent ou continuent d'animer des relations avec les autres nations maçonniques, parfois des deux camps. Malgré les changements que provoque le conflit, les obédiences maçonniques continuent leurs activités, y compris certaines manifestations fraternelles dans les camps de prisonniers.
L’idéal d'une fraternité universelle est remis en cause par les obédiences qui se retranchent dans leurs causes nationales respectives. Dès 1917, et à l'approche de la fin de la guerre, elles placent leurs espoirs dans un monde nouveau, plus juste et plus éclairé, à naître et à construire. Comme après chaque grand bouleversement depuis sa création, la franc-maçonnerie organise son avenir et son action à travers sa capacité à inventer de nouvelles dynamiques, basées sur ses anciennes constitutions et sur un idéal utopique.

### Seconde Guerre mondiale
Dans la première moitié du XXe siècle, la franc-maçonnerie voit s'établir en Europe des régimes autoritaires et des États totalitaires qui l'amèneront à sa quasi-disparition du continent européen. Ces totalitarismes finissent par réduire ou supprimer toutes libertés publiques en éliminant tous les systèmes de représentation citoyenne : la franc-maçonnerie fait partie des premières victimes. Les dictatures, fascistes, nazies et communistes vont éradiquer loges et obédiences maçonniques dans des mouvements répressifs de grandes ampleurs. 
Le régime franquiste au travers d'un cléricalisme consanguin au régime, atteint des sommets dans la répression, en faisant de la franc-maçonnerie une cible privilégiée. 
De manière plus ou moins radicale, la franc-maçonnerie disparaît progressivement de l'Europe autoritaire à partir de 1919, dans la Russie des Soviets, en Allemagne, avec son interdiction totale en 1934 jusqu'en 1939 avec l'avancée franquiste. Les invasions nazies qui commencent la Seconde Guerre mondiale conduisent à la destruction quasi-totale de la franc-maçonnerie européenne. Les rares pays ayant échappé aux dérives autoritaires se retrouvent sous occupation nazie, ou, après leur défaite militaire, sous la direction d'un régime collaborationniste qui œuvre à son éradication. À la suite de ces périodes d'anti-maçonnisme et de persécution, la tradition maçonnique disparaît presque complétement.